# Johannes Vogelius
Johannes Vogelius (født 5. januar 1864 i Frederikshavn, død 2. december 1936 i København) var en dansk herredsfuldmægtig, dommer i bl.a. Frederikshavn og senere Aalborg, samt borgmester i Grenå. Johannes var søn af avisgrundlægger, redaktør og folketingspolitiker Michael Vogelius (1826 - 1910), samt bror til redaktør Rudolf Vogelius (1856 - 1933).
Johannes kom i lære som jurist hos sin onkel, by- og herredsfoged i Frederikshavn Johannes Vogelius Steenstrup. Han blev 1892 gift med apotekerdatter Marie Elisabeth Tvede (1868 - 1914) og efter brylluppet tog de på en lang bryllupsrejse rundt i Europa, hvorfra flere fotografier er bevaret.